# 厳木駅
厳木駅（きゅうらぎえき）は、佐賀県唐津市厳木町厳木にある、九州旅客鉄道（JR九州）唐津線の駅である。また難読駅の一つとしても知られている。

## 歴史
- 1899年（明治32年）6月13日：唐津興業鉄道（後唐津鉄道）の駅として開設[2]。
- 1902年（明治35年）2月23日：合併により、九州鉄道の駅となる。
- 1907年（明治40年）7月1日：九州鉄道が国有化、帝国鉄道庁に移管[2]。
- 1971年（昭和46年）10月20日：業務委託駅化[3]。
- 1983年（昭和58年）9月30日：駅員無配置駅となる[4]。
- 1987年（昭和62年）4月1日：国鉄分割民営化に伴い、JR九州に移管[2]。
- 1995年（平成7年）3月：駅構内にギャラリー設置[5]。

## 駅構造

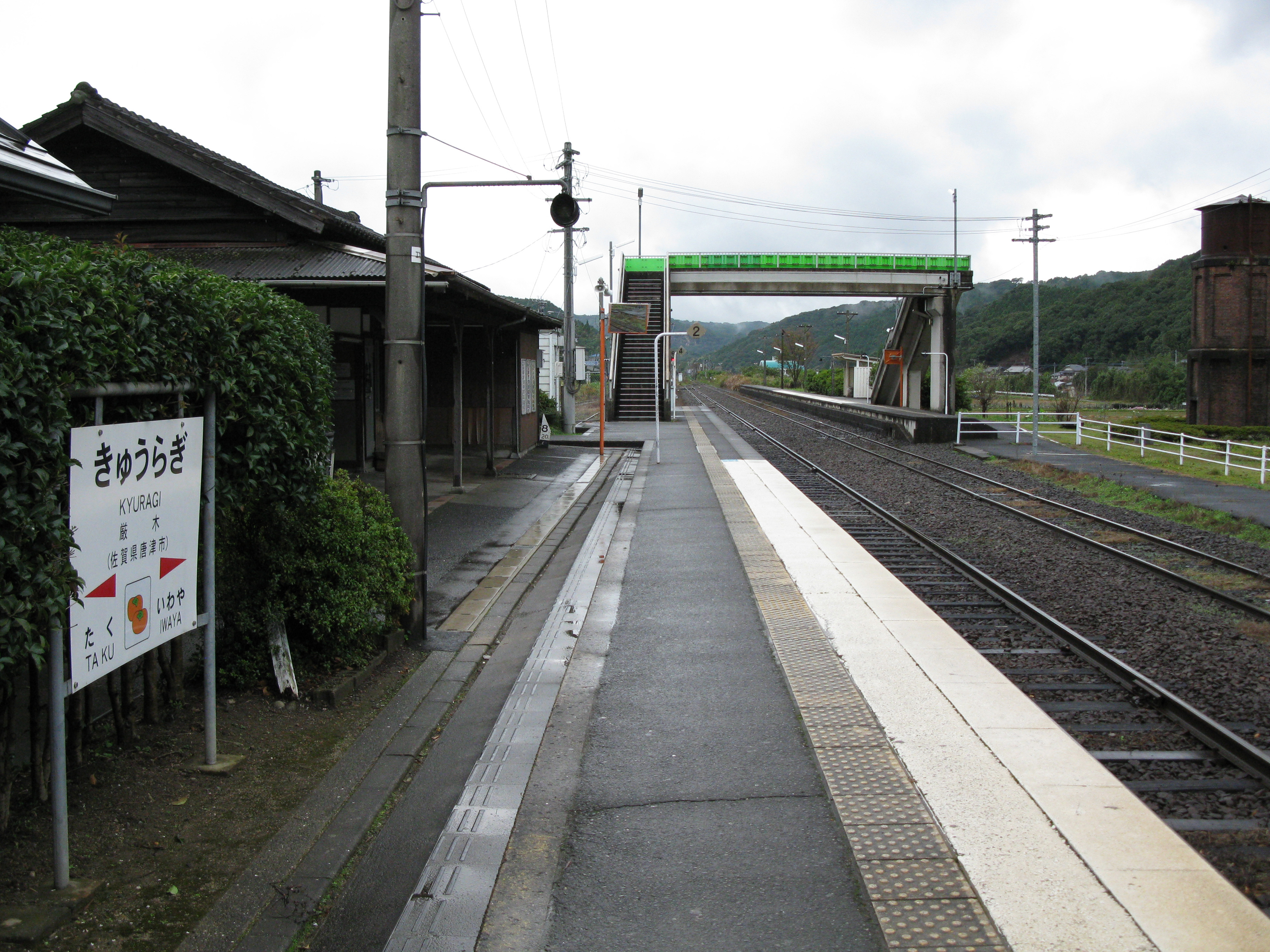
ホーム（2009年11月）

相対式ホーム2面2線を有する地上駅。互いのホームは跨線橋で連絡している。
無人駅。駅舎は1930年建築の古い木造駅舎である。

### のりば
| のりば         | 路線    | 方向 | 行先             |
| -------------- | ------- | ---- | ---------------- |
| 南側（駅舎側） | ■唐津線 | 下り | 唐津・西唐津方面 |
| 北側           | ■唐津線 | 上り | 佐賀方面         |

## 利用状況
2016年度の1日平均乗車人員は368人である。
| 年度   | 1日平均 乗車人員 |
| ------ | ---------------- |
| 2000年 | 499              |
| 2001年 | 520              |
| 2002年 | 479              |
| 2003年 | 473              |
| 2004年 | 476              |
| 2005年 | 468              |
| 2006年 | 481              |
| 2007年 | 465              |
| 2008年 | 464              |
| 2009年 | 460              |
| 2010年 | 455              |
| 2011年 | 451              |
| 2012年 | 405              |
| 2013年 | 373              |
| 2014年 | 343              |
| 2015年 | 332              |
| 2016年 | 328              |

## 駅周辺
- 唐津市役所厳木支所
- 佐賀県立厳木高等学校
- 厳木郵便局
- 国道203号 - 駅前を唐津線に並行して通る。
- 昭和バス「厳木駅前」停留所 - 駅前国道203号線上
  - 大手口 - 山本 - 相知駅前 - 厳木駅前 - きゅうらぎ温泉 - 多久駅北口 - 公立佐賀中央病院 - 小城 - 医療センター好生館 - 佐賀駅バスセンター
  - （乗合タクシー）星領 - 広川分校 - 平之 - 瀬戸木場 - 厳木駅前 - 多久駅北口
  - （乗合タクシー）天川 - 立草 - 厳木駅前 - 浪瀬 - 岩屋 - 本山保育園前

## その他

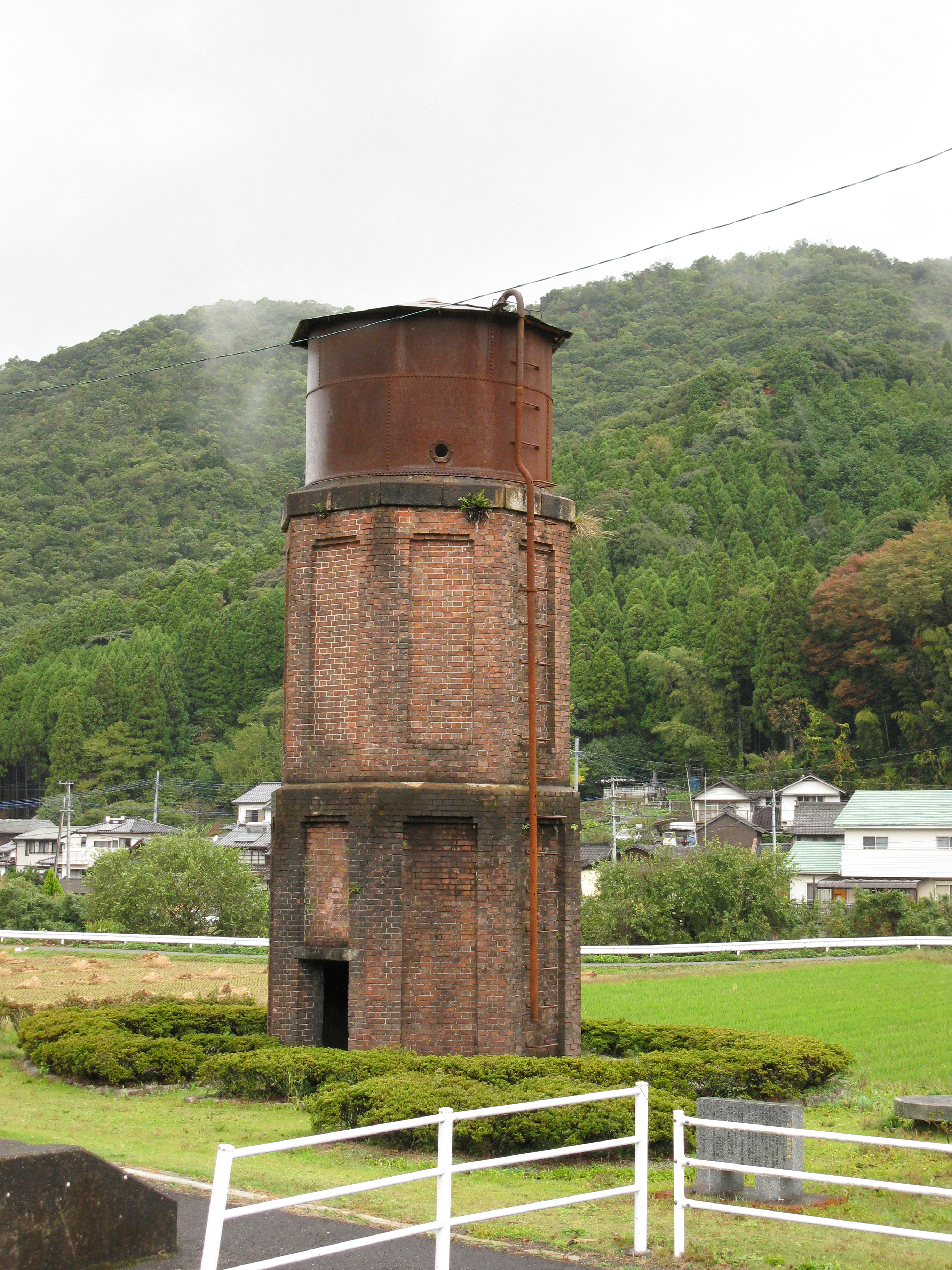
給水塔（2009年11月）

- ホームの傍らには明治32年に作られた煉瓦造りの給水塔がほぼ完全な形で残っている[1]。
- 1997年に公開された竹中直人監督・主演の映画「東京日和」のロケが当駅で行われている。

## 隣の駅
九州旅客鉄道（JR九州）
■唐津線
多久駅 - 厳木駅 - 岩屋駅